# Grand Prix Německa 1975
Grand Prix Německa 1975 (oficiálně XXXVII Großer Preis von Deutschland) se jela na okruhu Nürburgring v Nürburgu v Německu dne 3. srpna 1975. Závod byl jedenáctým v pořadí v sezóně 1975 šampionátu Formule 1.

## Kvalifikace
| Poř. | No. | Jezdec             | Konstruktér     | Čas    | Ztráta |
| ---- | --- | ------------------ | --------------- | ------ | ------ |
| 1    | 12  | Niki Lauda         | Ferrari         | 6:58.6 | —      |
| 2    | 8   | Carlos Pace        | Brabham-Ford    | 7:00.0 | + 1.4  |
| 3    | 3   | Jody Scheckter     | Tyrrell-Ford    | 7:01.3 | + 2.7  |
| 4    | 4   | Patrick Depailler  | Tyrrell-Ford    | 7:01.4 | + 2.8  |
| 5    | 11  | Clay Regazzoni     | Ferrari         | 7:01.6 | + 3.0  |
| 6    | 2   | Jochen Mass        | McLaren-Ford    | 7:01.8 | + 3.2  |
| 7    | 10  | Hans-Joachim Stuck | March-Ford      | 7:02.1 | + 3.5  |
| 8    | 1   | Emerson Fittipaldi | McLaren-Ford    | 7:02.7 | + 4.1  |
| 9    | 24  | James Hunt         | Hesketh-Ford    | 7:02.7 | + 4.1  |
| 10   | 7   | Carlos Reutemann   | Brabham-Ford    | 7:04.0 | + 5.4  |
| 11   | 9   | Vittorio Brambilla | March-Ford      | 7:06.0 | + 7.4  |
| 12   | 17  | Jean-Pierre Jarier | Shadow-Ford     | 7:07.1 | + 8.5  |
| 13   | 27  | Mario Andretti     | Parnelli-Ford   | 7:08.2 | + 9.6  |
| 14   | 6   | John Watson        | Lotus-Ford      | 7:09.4 | + 10.8 |
| 15   | 21  | Jacques Laffite    | Williams-Ford   | 7:10.0 | + 11.4 |
| 16   | 16  | Tom Pryce          | Shadow-Ford     | 7:10.1 | + 11.5 |
| 17   | 23  | Tony Brise         | Hill-Ford       | 7:10.9 | + 12.3 |
| 18   | 5   | Ronnie Peterson    | Lotus-Ford      | 7:11.6 | + 13.0 |
| 19   | 28  | Mark Donohue       | March-Ford      | 7:11.8 | + 13.2 |
| 20   | 20  | Ian Ashley         | Williams-Ford   | 7:15.9 | + 17.3 |
| 21   | 22  | Alan Jones         | Hill-Ford       | 7:18.6 | + 20.0 |
| 22   | 30  | Wilson Fittipaldi  | Fittipaldi-Ford | 7:19.1 | + 20.5 |
| 23   | 25  | Harald Ertl        | Hesketh-Ford    | 7:19.5 | + 20.9 |
| 24   | 30  | Gijs van Lennep    | Ensign-Ford     | 7:20.4 | + 21.8 |
| 25   | 14  | Lella Lombardi     | March-Ford      | 7:36.4 | + 37.8 |
| DNQ  | 35  | Tony Trimmer       | Maki-Ford       | 7:43.1 | + 40.5 |

## Závod
| Poř.   | No. | Jezdec             | Konstruktér     | Počet kol | Čas/Odstoupení    | Pořadí na startu | Body |
| ------ | --- | ------------------ | --------------- | --------- | ----------------- | ---------------- | ---- |
| 1      | 7   | Carlos Reutemann   | Brabham-Ford    | 14        | 1:41:14.1         | 10               | 9    |
| 2      | 21  | Jacques Laffite    | Williams-Ford   | 14        | + 1:37.7          | 15               | 6    |
| 3      | 12  | Niki Lauda         | Ferrari         | 14        | + 2:23.3          | 1                | 4    |
| 4      | 16  | Tom Pryce          | Shadow-Ford     | 14        | + 3:31.4          | 16               | 3    |
| 5      | 22  | Alan Jones         | Hill-Ford       | 14        | + 3:50.3          | 21               | 2    |
| 6      | 19  | Gijs van Lennep    | Ensign-Ford     | 14        | + 5:05.5          | 24               | 1    |
| 7      | 29  | Lella Lombardi     | March-Ford      | 14        | + 7:30.4          | 25               |      |
| 8      | 25  | Harald Ertl        | Hesketh-Ford    | 14        | + 7:40.9          | 23               |      |
| 9      | 4   | Patrick Depailler  | Tyrrell-Ford    | 13        | + 1 kolo          | 4                |      |
| 10     | 27  | Mario Andretti     | Parnelli-Ford   | 12        | Nedostatek paliva | 13               |      |
| Ret    | 24  | James Hunt         | Hesketh-Ford    | 10        | Kolo              | 9                |      |
| Ret    | 11  | Clay Regazzoni     | Ferrari         | 9         | Motor             | 5                |      |
| Ret    | 23  | Tony Brise         | Hill-Ford       | 9         | Nehoda            | 17               |      |
| Ret    | 3   | Jody Scheckter     | Tyrrell-Ford    | 7         | Nehoda            | 3                |      |
| Ret    | 17  | Jean-Pierre Jarier | Shadow-Ford     | 7         | Pneumatika        | 12               |      |
| Ret    | 8   | Carlos Pace        | Brabham-Ford    | 5         | Zavěšení          | 2                |      |
| Ret    | 30  | Wilson Fittipaldi  | Fittipaldi-Ford | 4         | Motor             | 22               |      |
| Ret    | 10  | Hans-Joachim Stuck | March-Ford      | 3         | Motor             | 7                |      |
| Ret    | 1   | Emerson Fittipaldi | McLaren-Ford    | 3         | Zavěšení          | 8                |      |
| Ret    | 9   | Vittorio Brambilla | March-Ford      | 3         | Zavěšení          | 11               |      |
| Ret    | 6   | John Watson        | Lotus-Ford      | 2         | Zavěšení          | 14               |      |
| Ret    | 5   | Ronnie Peterson    | Lotus-Ford      | 1         | Spojka            | 18               |      |
| Ret    | 28  | Mark Donohue       | March-Ford      | 1         | Pneumatika        | 19               |      |
| Ret    | 2   | Jochen Mass        | McLaren-Ford    | 0         | Nehoda            | 6                |      |
| DNS    | 20  | Ian Ashley         | Williams-Ford   |           | Nehoda            | 20               |      |
| DNQ    | 35  | Tony Trimmer       | Maki-Ford       |           |                   |                  |      |
| Zdroj: |     |                    |                 |           |                   |                  |      |

## Průběžné pořadí po závodě
Pohár jezdců
| Pořadí | Jezdec             | Body |
| ------ | ------------------ | ---- |
| 1      | Niki Lauda         | 51   |
| 2      | Carlos Reutemann   | 34   |
| 3      | Emerson Fittipaldi | 33   |
| 4      | James Hunt         | 25   |
| 5      | Carlos Pace        | 24   |
| Zdroj: |                    |      |

Pohár konstruktérů
| Pořadí | Konstruktér  | Body    |
| ------ | ------------ | ------- |
| 1      | Ferrari      | 54      |
| 2      | Brabham-Ford | 51 (53) |
| 3      | McLaren-Ford | 39,5    |
| 4      | Hesketh-Ford | 25      |
| 5      | Tyrrell-Ford | 24      |
| Zdroj: |              |         |